# Uno, kryss, due
Uno, kryss, due blev under 1990-talet TV 3:s fotbollssändningar från Italien till Sverige. Programmet direktsändes, oftast om söndagseftermiddagarna, under vintern, då de flesta italienska seriematcherna spelades. Därmed övertog man sändningarna från SVT:s Tutto in campo.
Bland annat medverkade Lasse Kinch, Thomas Nordahl och Glenn Hysén, och reportage från Italien gjordes.